# Albuca pearsonii
Albuca pearsonii är en sparrisväxtart som först beskrevs av Frances Margaret Leighton, och fick sitt nu gällande namn av John Charles Manning och Peter Goldblatt. Albuca pearsonii ingår i släktet Albuca och familjen sparrisväxter. Inga underarter finns listade i Catalogue of Life.